# Fuel TV
O FUEL TV é um canal televisivo por assinatura, dedicado aos desportos de ação, à cultura jovem, à música e à arte. É um canal português presente em mais 100 países a nível global, no entanto a sede localiza-se em Portugal. Destina-se a um público jovem e adulto fã dos desportos de ação.
Dedicado à criação, curadoria e partilha de conteúdos relacionados com os desportos de ação, o FUEL TV inspira pessoas eventos e explora destinos que impulsionam a cultura e o lifestyle do Skate, Snowboard, Surf, BMX, BTT, Motocross e Wakeboard.
O FUEL TV foi lançado nos EUA em 2003 pela FOX. Em 2007, a empresa portuguesa Fluid Youth Culture, S.A, detida a 100% por capitais portugueses, chegou a acordo com a FOX para representar o FUEL TV em Portugal. No ano seguinte, deu-se o lançamento do FUEL TV na MEO em Portugal.
Em 2010 as empresas estendem o negócio para a região EMEA. Desde então, até 2014, o FUEL TV EMEA, S.A. (ex FLUID Youth Culture, S.A.), lançou o FUEL TV em mais de 40 países da região, atingindo 8 milhões de domicílios.
Em 2014 o FUEL TV EMEA adquire o canal da FOX. Desde então, o canal foi lançado em cerca de 100 países em todo o mundo, alcançando mais de 500 milhões de pessoas, incluindo a China, onde foi lançado em fevereiro de 2018.
Em 2019 foi lançado pela primeira vez em LATAM, no operador Total Play, no México.
Em 2020 o FUEL TV faz o esperado regresso aos Estados Unidos, após a sua saída em 2012, FUEL TV+, numa oferta (SVOD) Premium por subscrição, que dá acesso a toda a livraria de conteúdos FUEL TV. Estreando-se em simultâneo na Austrália através do mesmo serviço. (Outros países serão adicionados a esta oferta.)
FUEL TV+ 
- US
- Canada

e estreia-se no serviço SAMSUNG TV+, (AVOD/FAsST Channel), em: 
- US
- Canada
- UK
- France
- Spain
- Italy
- Germany
- Austria
- Switzerland

e HUAWEI Video Europa (SVOD).
e RAKUTEN Europa (AVOD/FAsST). 

Atualmente o FUEL TV está presente em mais de 100 países na Europa, Ásia, Oceânia, África e América Central.